# Recese (žert)

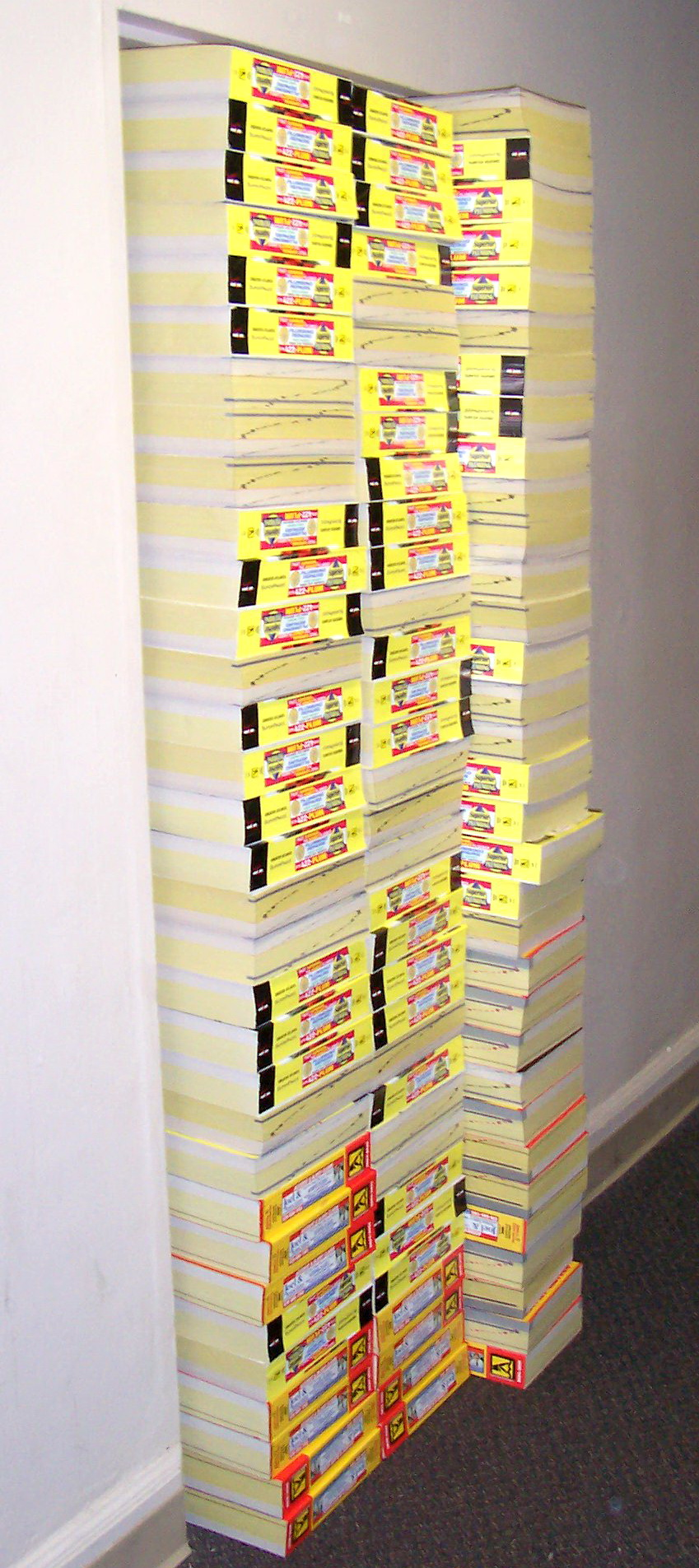
Žert spočívající v úplném zablokování dveří pomocí telefonních seznamů

Recese, někdy také žert, kanadský žertík či prank, je zlomyslný trik, který na někoho cílí a zpravidla vyvolá v oběti rozpaky, zmatek nebo nepříjemné pocity. Osoba, která žerty provádí, se nazývá recesista.
Žerty se liší od podvodů tím, že oběť se o vtipu dozví nebo je do něj zasvěcena, místo aby byla např. přemlouvána k předání peněz nebo jiných cenností. Žerty jsou zpravidla lehké a bez trvalého účinku; jejich cílem je, aby se oběť cítila hloupě, nikoliv poníženě. Většina žertů je tedy laskavým gestem humoru a má za cíl vyvolat smích. Žerty prováděné s krutostí však mohou představovat šikanu, jejímž záměrem je obtěžování nebo vyloučení spíše než posílení sociálních vazeb.
V některých zemích západní kultury se tradičně klade důraz na provádění žertů na Apríla. Žertováním se zabývají také někteří youtubeři, tzv. pranksteři. V tomto kontextu je cílem „nachytat“ skrytou kamerou jiné osoby a pobavit tak příjemce vytvořeného videa. Prostřednictvím těchto youtuberů se slovo prank, které se v angličtině používalo již dříve, dostalo i do češtiny. V roce 2019 YouTube ohlásil omezení nahrávání nebezpečných žertů.

## Popis
Recese je realizovaný vtip, v kontrastu s čistě slovním nebo psaným.
V kancelářích se často objevují žerty, které mají překvapit spolupracovníky. Příkladem může být pokrytí příslušenství počítače želé, obalení stolu vánočním papírem nebo hliníkovou fólií nebo jeho naplnění balónky. K recesi také běžně dochází během přespávání, kdy teenageři provádějí žerty svým kamarádům, když přicházejí do domu, vstupují do pokoje nebo dokonce když spí.
Americký humorista H. Allen Smith napsal v roce 1953 320stránkovou knihu The Compleat Practical Joker, která obsahuje řadu příkladů žertů. Kniha se stala bestsellerem - nejen ve Spojených státech, ale také v Japonsku. Moira Marshová napsala o žertech celou knihu a zjistila, že v USA se jich dopouštějí častěji muži než ženy.

## Pojem recese
V češtině se podle Etymologického slovníku Jiřího Rejzka význam žertování získalo slovo patrně z pozdějšího významu slova recese, který označoval přerušení či přestávku (tedy podobně, jako slovo legrace vzniklo ze slova recreatio). Jindřich Göth v časopise Instinkt však předpokládá, že s novým významem slova přišel student Vladimír Bor poté, co mladík z obchodnické rodiny Quido Vrkoč o komsi pronesl, že je v recesi, což bylo vysvětleno tak, že se ocitl v úzkých, že je zdeptán, pokořen, ba zničen. Skupina stejně naladěných studentů z Borova okruhu si pak začala říkat recesisté, přičemž těmi duševně zdeptanými a zmatenými měly být oběti jejich žertů.
Literární historik Radko Pytlík v roce 2000, s citacemi Vladimíra Boreckého a Almanachu Recesse z roku 1936, ji označuje za způsob uvolnění, daného živelným temperamentem, kus nespoutané legrace, vycházející bezprostředně ze situace, který nikdy není a nemůže být konstruktivní a státotvorný – je výrazem nálady, která se zdá být bezvýchodná a většinou je výplodem studentského temperamentu, inspirovaný nechutí k bezduché stupiditě každodenního plahočení. Mezi charakteristickými znaky jmenuje depatetizaci obřadnosti, zesměšnění falešné mysteriozity a pompéznosti, uvědomělost v nesmyslech, absolutizaci srandy v bezúčelných akcích, které svou šokující výstředností berou ohromené veřejnosti možnost organizovat patřičná protiopatření.
Kromě pojmu recese se pak v češtině objevuje také pojem kanadský žertík. Jedná se však (stejně jako v případě pojmu recese) o specificky český termín, který se v zahraničí nepoužívá.

## Studentské žerty

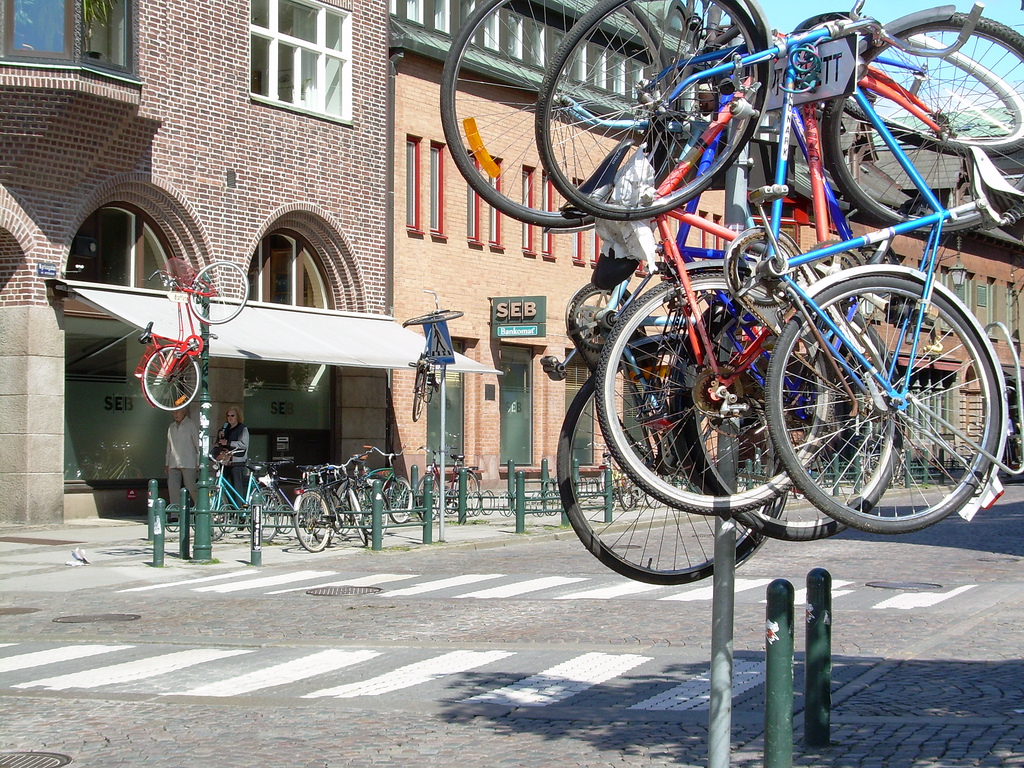
Vysoko zavěšená kola jako výsledek studentského žertu ve švédském Lundu.

Studenti vysokých škol jsou dlouhodobě spojováni s žerty. Často se jedná o drobnou kriminalitu, jako jsou krádeže veřejného majetku, nebo o hoaxy.

### Česko
- Za studentskou recesi jsou v Česku tradičně považovány divadelní začátky Voskovce a Wericha.[20]
- Sběratele studentské recese a jejího klasika představuje v české literatuře Jaroslav Žák[21]

### Zahraničí

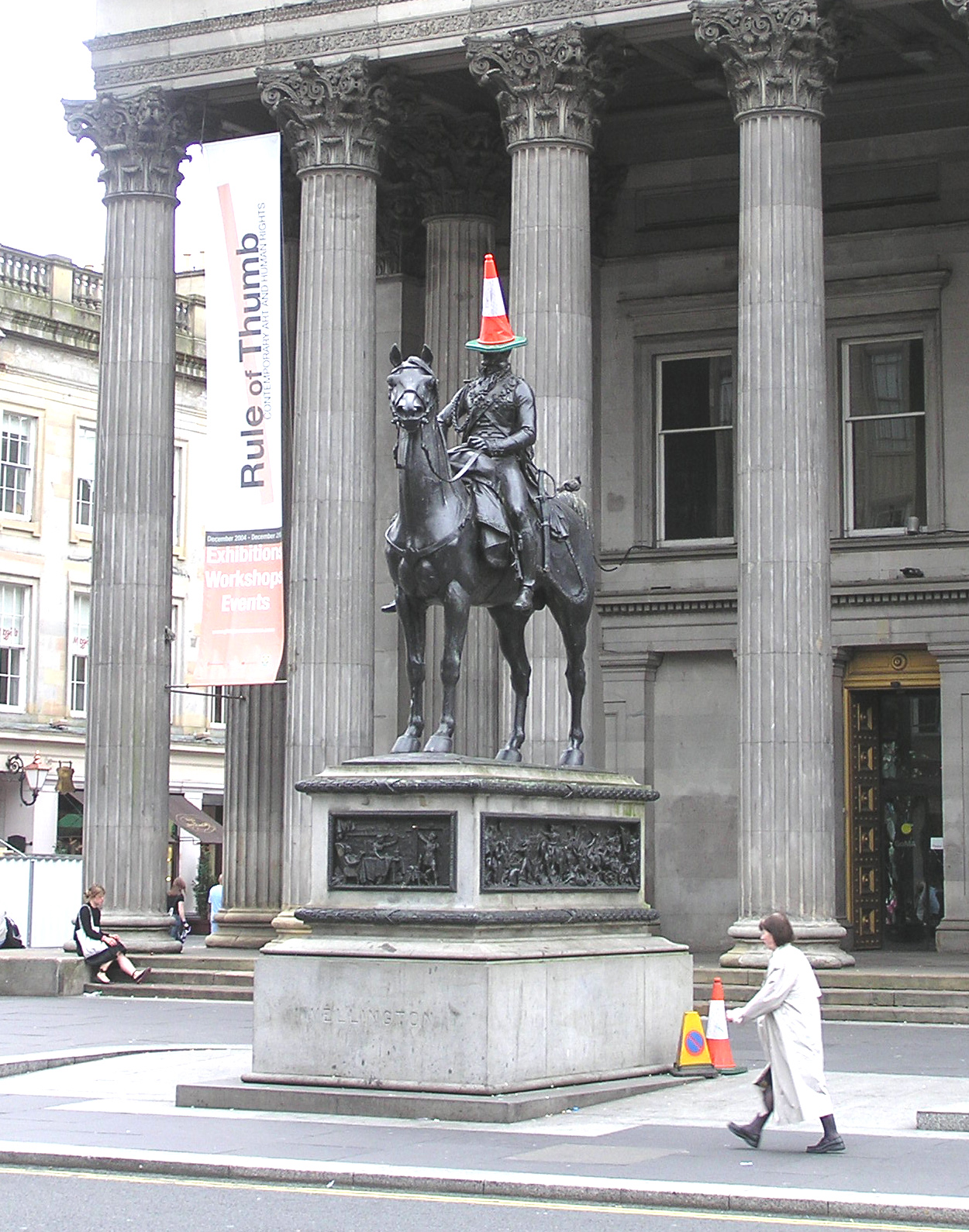
Socha vévody z Wellingtonu před Galerií moderního umění v Glasgow, která je známá tím, že jí byl od 80. let 20. století opakovaně nasazován dopravní kužel na hlavu

Jedním z klasických cílů studentských krádeží na západních školách jsou dopravní kužely. Problematika krádeží a zneužívání dopravních kuželů studenty na západě se stala natolik významnou, že mluvčí britské Národní studentské unie byl nucen tvrdit, že „stereotypy o studentech kradoucích dopravní kužely jsou zastaralé“.
Některé univerzity zacházejí tak daleko, že věnují celé stránky legislativy a pouček pro studenty o důsledcích a zákonech týkajících se krádeží dopravních kuželů. Zneužití dopravních kuželů ve Skotsku dokonce vedlo k vážným fyzickým zraněním. V 90. letech 20. století se ve Spojeném království dostal problém krádeží dopravních kuželů tak daleko, že se o něm začalo mluvit v parlamentu.
V roce 2002 vyhlásila policie Fife „amnestii dopravních kuželů“, která umožnila studentům univerzity v St Andrews vrátit ukradené dopravní kužely bez obav z postihu. Policejní mluvčí uvedl, že krádeže dopravních kuželů se staly „téměř týdenním jevem“.

## Další známé příklady

### Česko
Média označila v roce 2009 jako recesistu člověka, který plakáty zvoucí na předvolební mítink svévolně přelepil nápisem „zrušeno“, a zmátl tím i členy strany, která mítink pořádala.
Jako recesista byl označen člověk, který v roce 2009 na mítink Jiřího Paroubka přišel se dvěma platy prázdných vajec a dvěma kufry.
V roce 2011 se dívky v převleku za chilské policistky pokusily zatknout Václava Klause za krádež pera.
Neznámý recesista v roce 2009 přes noc přelepil tabule na příjezdech do města Zlín nápisem Gottwaldov.
Na základě výzvy na Facebooku jednoho rána roku 2011 někteří lidé cestovali metrem v pyžamech a županech a přitom dokončovali úkony ranní hygieny.
Od roku 2011 se občané Berouna pravidelně scházejí při Čekání na tramvaj, která ve městě nikdy nejezdila.

### Zahraničí
Jeden z žertů, na který dramatik Charles MacArthur vzpomíná jako na svůj oblíbený, se týká amerického malíře a bohéma Walda Peirce. Když Peirce žil ve 20. letech 20. století v Paříži, "daroval ženě, která byla vrátnou v jeho domě, velmi velkou želvu". Žena si želvu velmi oblíbila a věnovala jí velkou péči. O několik dní později Peirce nahradil původní želvu želvou o něco větší. Takto to pokračovalo ještě nějakou dobu, kdy se do bytu ženy tajně dostávaly stále větší a větší želvy. Domovnice, bez sebe štěstím, ukazovala zázračnou želvu celému okolí. Peirce se pak k jejímu zmatenému rozrušení začal vkrádat a nahrazovat želvu menšími a menšími. Tento žert se stal dějovou linkou románu Roalda Dahla Esio Trot z roku 1990.

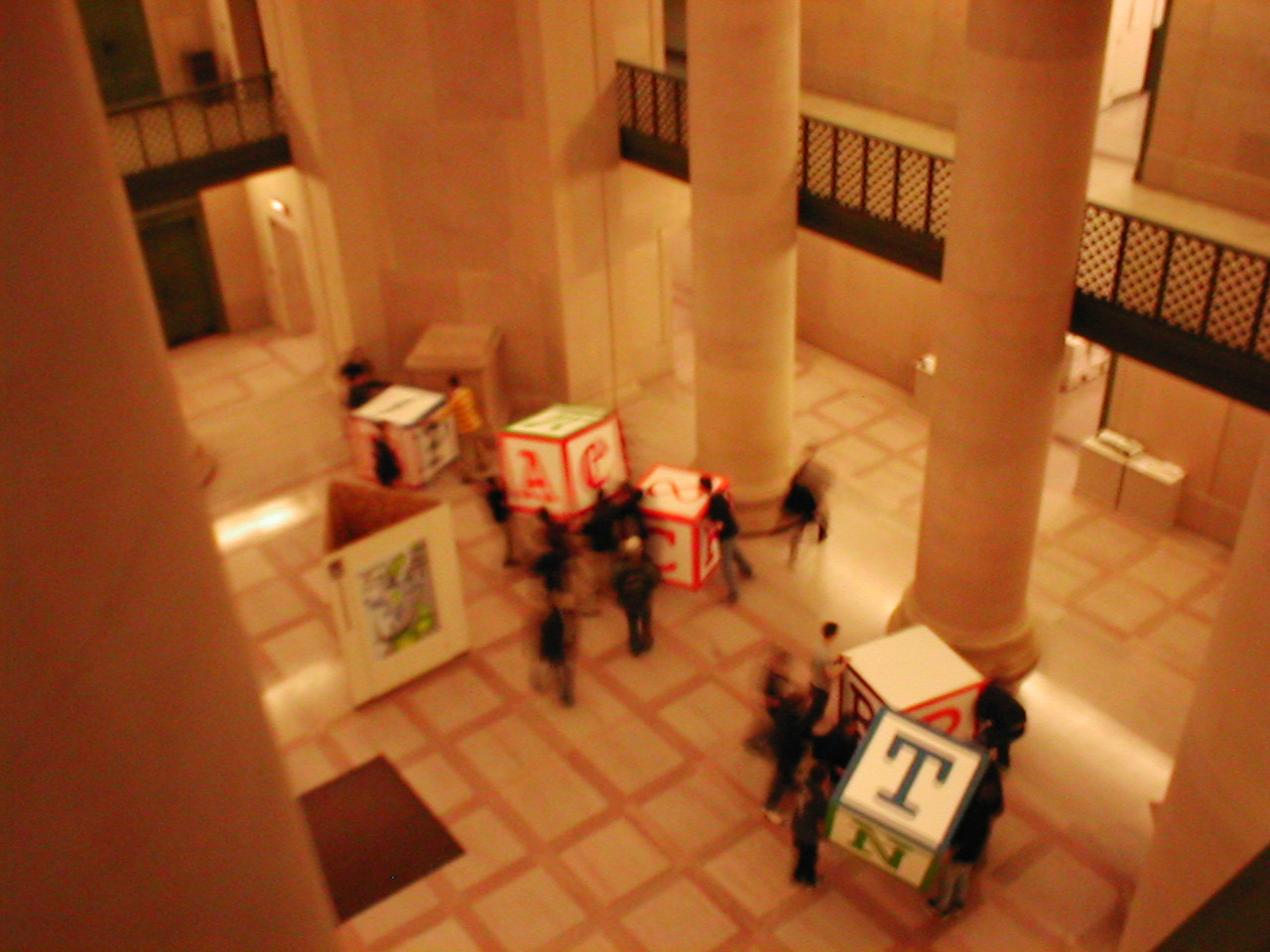
Probíhající žert v hale 7 na MIT

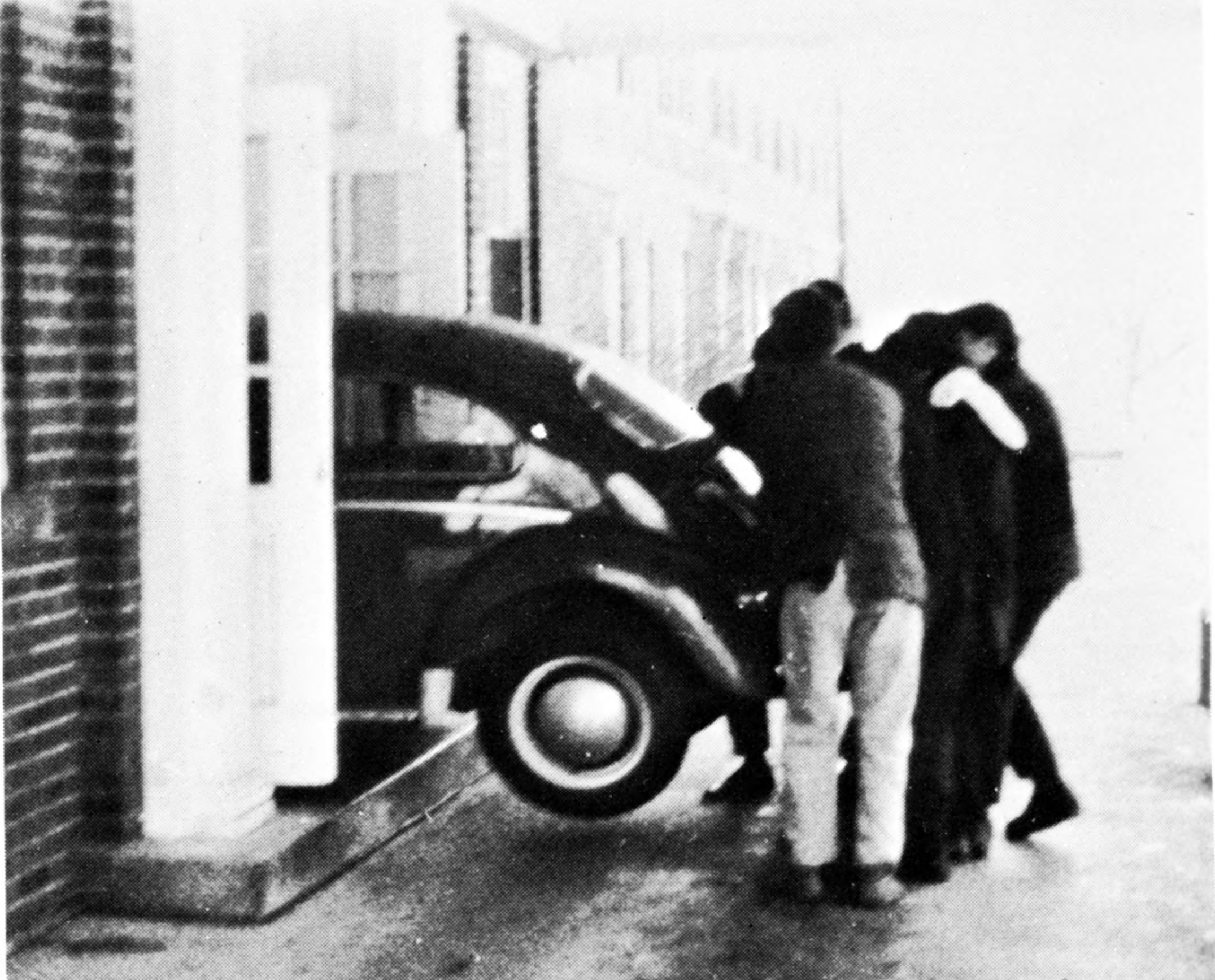
Studenti Shimer College tlačí VW Brouk do budovy kampusu

Úspěšné moderní žerty často využívají modernizace nástrojů a technik. V Kanadě mají studenti technických oborů pověst realizátorů každoročních žertů; na Univerzitě Britské Kolumbie obvykle spočívají v tom, že nechají Volkswagen Brouk na nečekaném místě (například zavěšený na Golden Gate Bridge nebo na Lions Gate Bridge). V reakci na to ostatní studenti této univerzity často demolují bíločervený betonový obelisk studentů inženýrství. Podobný žert podnikli i studenti inženýrství na univerzitě v Cambridgi v Anglii, kteří umístili automobil Austin Seven na vrchol budovy akademického senátu. Žerty se také mohou přizpůsobovat politickému kontextu své doby. Zvláštní pověst si svými žerty (nazývanými „hacks“) získali studenti Massachusettského technologického institutu (MIT).
Zajdalen se na americkém Západě stal institucionalizovaným žertem, který si venkované (jako třída) dělají z turistů, z nichž většina o tomto desítky let starém mýtu nikdy neslyšela.
Ve filmu Dej si pohov, kámoši (Grumpy Old Men) z roku 1993 si dva sousedé a bývalí přátelé John a Max dělají kruté žerty. Situace se vyostří, když se do ní zaplete nová krásná sousedka, na kterou si oba dělají zálusk.
Ve filmu Dej si pohov, kámoši 2 (Grumpier Old Men) z roku 1995 John a Max zchladili své spory. Později si dělají kruté žerty z krásné a odhodlané italské majitelky, která se snaží z bývalého obchodu s návnadami udělat romantickou restauraci.
Televizní film Windy City Heat z roku 2003 spočívá v promyšleném žertu hlavní hvězdy filmu Perryho Caravalla, který je přesvědčen, že hraje ve falešném akčním filmu Windy City Heat, přičemž natáčení (které je údajně určeno pro přídavky k filmu na DVD) ve skutečnosti dokumentuje dlouhý řetězec vtípků a žertíků prováděných na Caravallův účet.
Ve Spojeném království skupina, která si říká Trollstation, provádí lidem, včetně policistů a státních zaměstnanců, žerty, které nahrávají a umisťují na YouTube. V jednom takovém videu se jeden z aktérů skupiny vydává za palácovou stráž. Někteří z aktérů byli pokutováni nebo obviněni.
V roce 2010 média nazvala recesistou starostu Reykjavíku a předsedu Nejlepší strany Jona Gnarra, když slíbil, že žádný ze svých slibů nemíní splnit, nebo že skrytou korupci nahradí otevřenou.

## Klub pražských recesistů
Existoval též Klub pražských recesistů, do kterého patřili Vladimír Bor, Pavel Kropáček, Hugo Huška, Rudolf Jaroš, Vladimír Köhler, Gustav Schönbach, Myrtil Frída, pozdější filmoví režiséři Ladislav Rychman a Jiří Krejčík a další. Dne 3. června 1936 vyšel s pomocí pana Fechtnera, majitele rozmnožovny, první Almanach Recesse, který formuloval východiska a cíle recesistů: „Všechno je fór. Sranda musí bejt, poněvadž nic jiného nelze vážně dělat. Celý život nás, mladé lidi, vede do prdele. Bařtipáni i jeremiášové se na nás smějí ze všech koutů, bakuřové vládnou světem. Musíme vytáhnout starou a osvědčenou zbraň proti nim – srandu."
Recesistickým hnutím se inspiroval i Jaroslav Žák ve svých študáckých románech, ale klub recesistů se vůči němu vymezoval s tím, že prý ne zcela pochopil ducha recese, maje ji za něco na způsob kanadských žertíků a študáckého folkloru. Z hnutí recesistů postupně vznikla organizace s pevnými stanovami a čtyřmi hodnostními třídami členství, zvanými pagoda. Roku 1937 vydali román Cesta do Bodele, pod jménem autora Pankrác Perla, přičemž jako překladatel z perštiny do češtiny a naopak byl uveden Dr. Klavír. Kompozici románu Göth přirovnává k filmům Monty Pythonů. Kult Pankráce Perly pak v klubu pokračoval, v Tusarově ulici č. 29 členové umístili pamětní desku s textem „V tomto domě nežil ani nezemřel Pankrác Perla, zakladatel Recesse. Stále sněží!“.
Za protektorátu recesisté například zareagovali na výzvu ministra Emanuela Moravce k iniciativní pomoci Říši a v dopise podepsaném Spolek přátel Říše KOLABORA navrhovali úsporná opatření jako zrušení pobočných ptačích budek nebo redukci počtu fotbalistů v jednom mužstvu na sedm. Druhý Almanach Recesse v roce 1940 cenzura zabavila a vyšel až po válce. Klub objevil amatérského fiktivního poetu Pepu Pánka a publikoval jeho básně.
Za pokračovatele recesistického hnutí Göth považuje například Křížovnickou školu čistého humoru bez vtipu, fenomén Járy Cimrmana a happeningy Milana Knížáka a dalších.
Zahraničními představiteli podobného ražení jsou podle něj třeba William Horace de Vere Cole, který se se svými přáteli vydával za zanzibarskou či habešskou delegaci a nechal se oficiálně vítat, či bratři Marxové, jejichž filmy si oblíbili i zakládající členové pražského klubu.